# Article 158 de la Constitution belge
L'article 158 de la Constitution belge fait partie du titre III Des pouvoirs. Il attribue à la Cour de cassation la tâche de régler les conflits d'attributions entre juridictions, la Belgique étant basée sur un système dualiste entre le judiciaire et l'administratif.
Il date du 7 février 1831 et était à l'origine — sous l'ancienne numérotation — l'article 106. Il n'a jamais été révisé.

## Texte
« La Cour de cassation se prononce sur les conflits d'attributions, d'après le mode réglé par la loi. »

La loi renvoie au code judiciaire et aux lois coordonnées sur le Conseil d'État (LCCE) du 12 janvier 1973.